# Озеро Довге (Скадовський район)
Довге — озеро в Україні, у Скадовському районі Херсонської області.

## Географія
Водойма розташована у природній улоговині поблизу села Буркути на території Національного природного парку «Олешківські піски». За характером водообміну озеро є безстічним, поповнюється завдячуючи атмосферним опадам та підземним джерелам. За класифікацією біотопів це — С1.22, тобто мезотрофна водойма з угрупуванням вільноплаваючих рослин.

## Флора і фауна

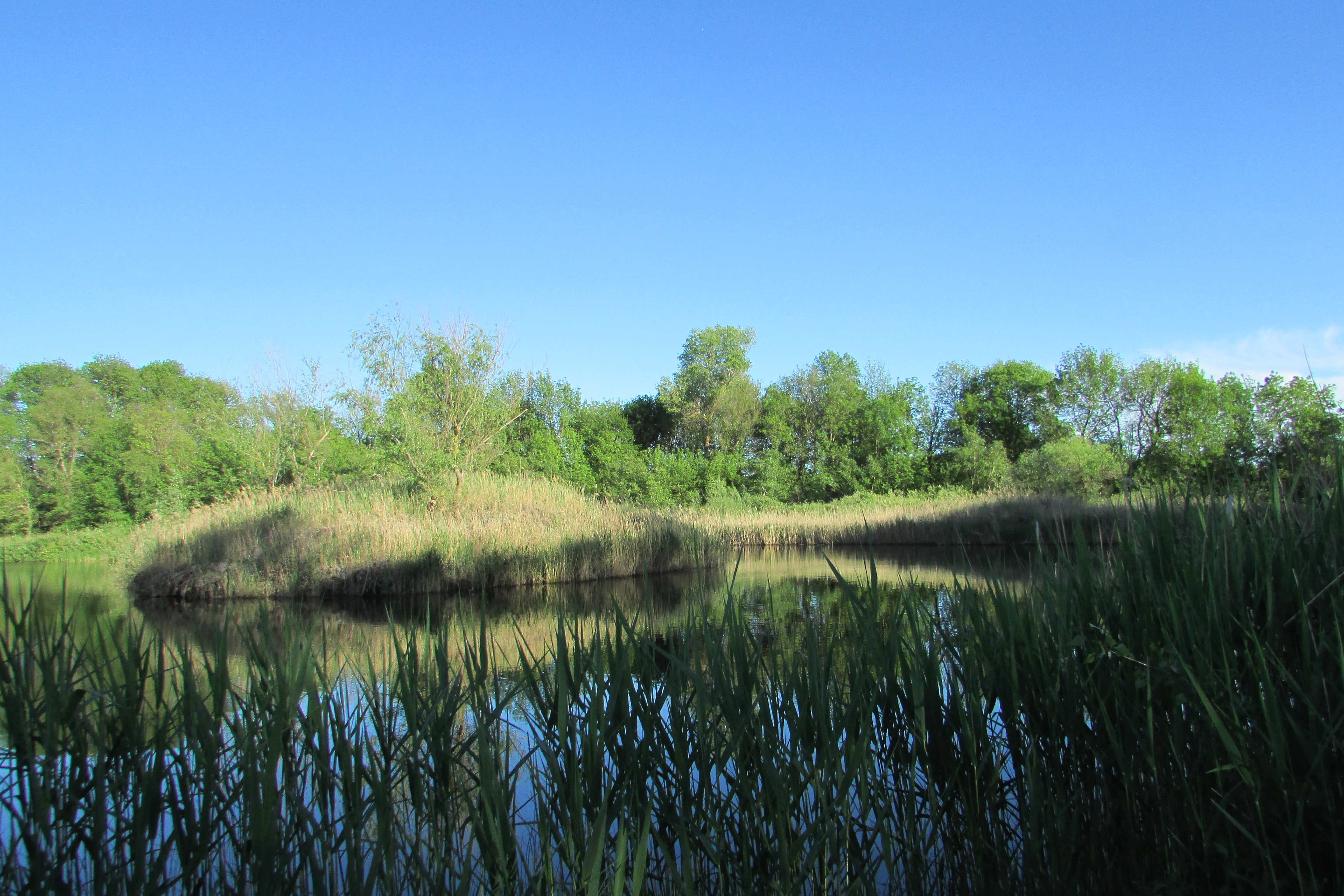
Навколоозерне кільце рослин утворене переважно заростями верби (Salix alba, S. cinerea, S. triandra). Різнотрав'я, що оточує озеро, представлене кропивою київською, очеретом звичайним, бульбокомишем приморським, рогозом вузьколистим та ін..

За результатами попередніх досліджень у Довгому мешкало 16 видів безхребетних тварин: коловертки (8 видів), гіллястовусі (6), веслоногі (2 види), а також личинки комах та черепашкових ракоподібних.

## Відродження озера
У квітні 2019 року озеро мало максимальну глибину до 1 м, а вже у жовтні-листопаді 2019 року озеро практично висихало і вкривалося суцільним килимом рослинності.
У 2020 році Українське товариство охорони птахів та BirdLife International  в Україні розроблений, а за підтримки
фундації Coca-Cola реалізований проєкт «Відновлення озер Олешківських пісків». Проєкт був покликаний покращити гідрологічний режим трьох озер, в тому числі й озера Довге, а отже запобігти пересиханню та заростанню цих водойм. Таким чином, кампанія прагнула повернути у природу такий самий обсяг води, який вони використовують для виробництва напоїв. В ході гідрологічних робіт з дна озера видалили мул та сміття, фундаментально розчистивши джерела, що живлять озеро. Були також впорядковані його береги, споруджено сховище для спостерігання за птахами. Рівень води поступово зріс і став досить стабільним протягом усього року. На водоймі з'явилися риби, птахи й інші тварини. Воно стало й місцем відпочинку для людей.

## Галерея

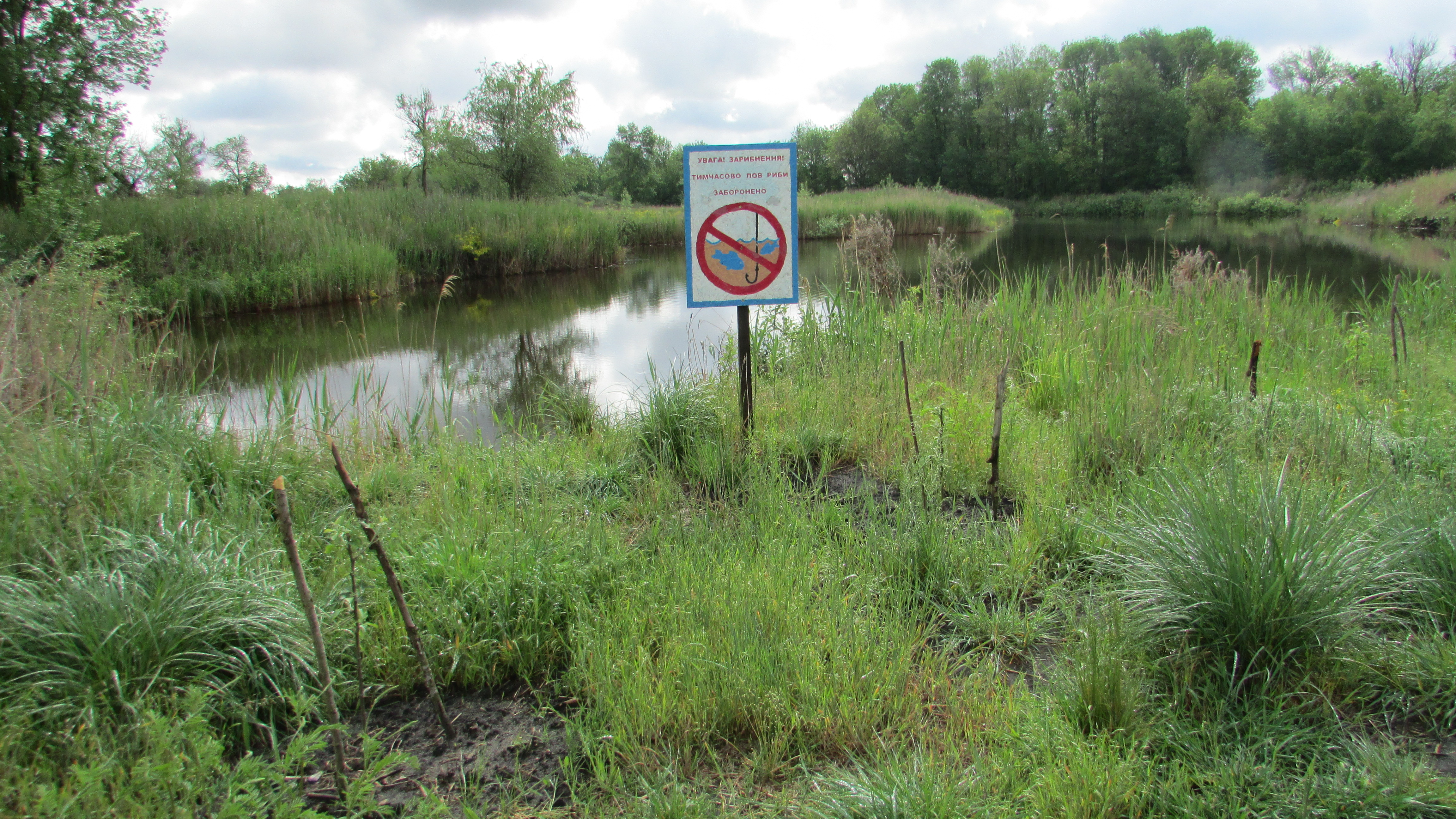
Після завершення робіт по розчищенню озера в водойму випустили рибну молодь
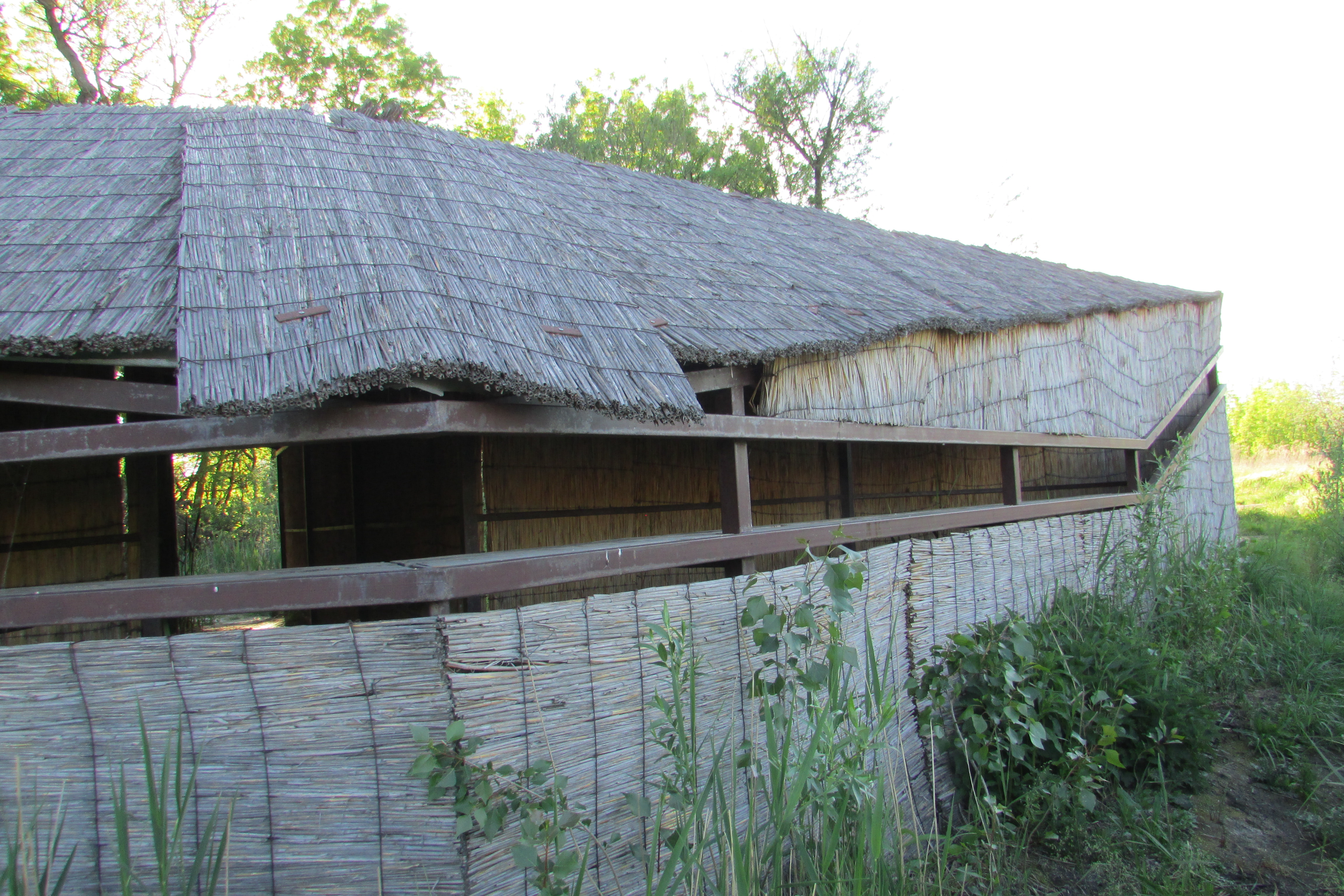
З цієї споруди на березі працівники парку, науковці та туристи можуть спостерігати за  птахами
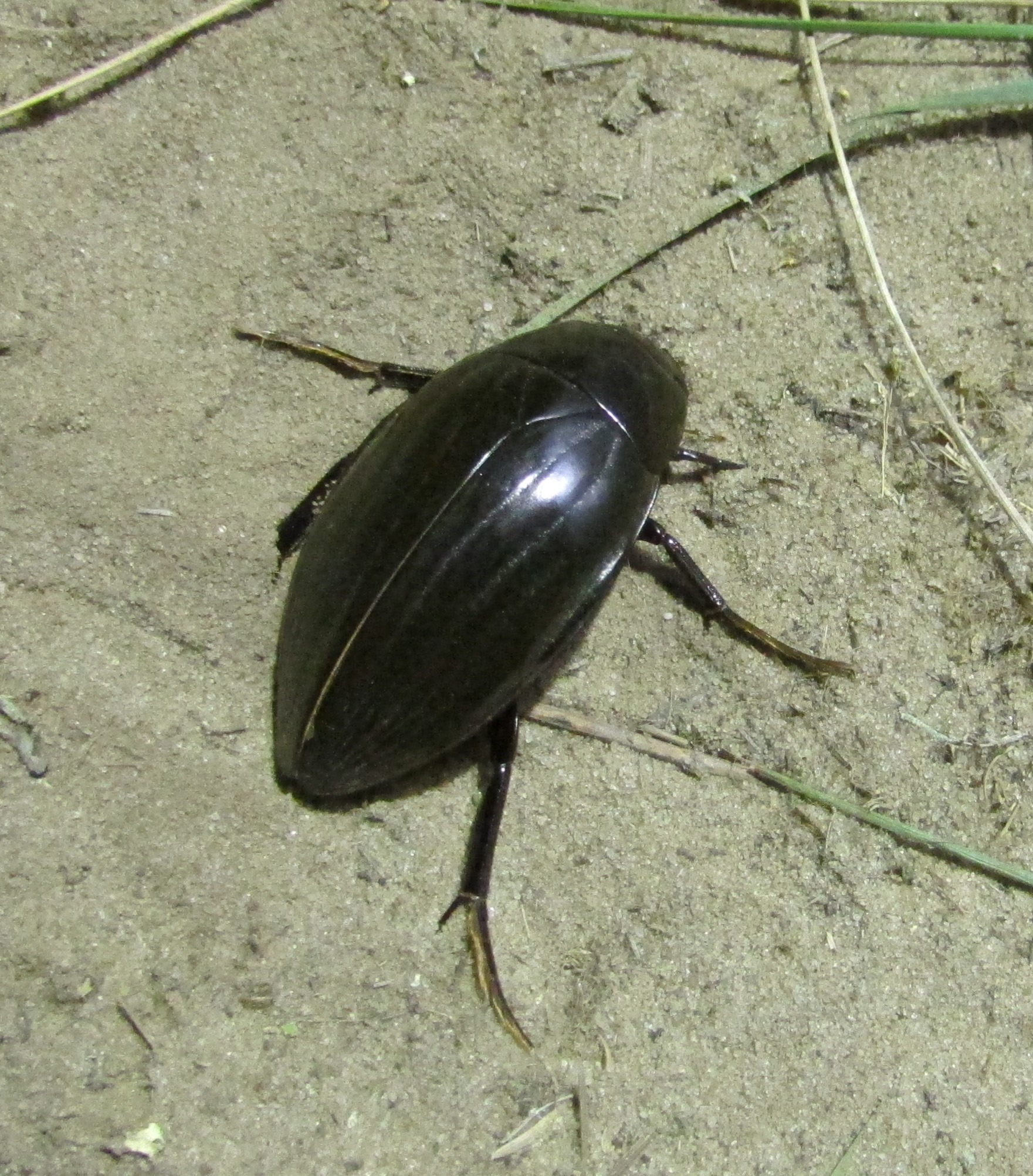
Один з озерних мешканців — жук водолюб великий чорний, здатний до далеких перельотів, який швидко оселився в озері